# Климент Цачев
Климент Цачев е български писател и драматург.

## Биография
Климент Цачев е роден на 7 август 1925 година в село Обнова, България. Още като ученик отпечатва първите си стихотворения. Завършва гимназия в град Левски. Следва право и българска филология в СУ „Климент Охридски“.
Работи като редактор в Радио София, във вестниците „Народна младеж“, „Литературен фронт“, „Труд“, списанията „Наша родина“, „Пламък“, в. „Народна култура“. Завежда отдел „Белетристика“ в сп. „Пламък“ от 1975 година. През 1955 година работи в Румъния. Специален кореспондент на в. „Народна младеж“ и в. „Литературен фронт“ в Русе. Драматург на Плевенския театър (1963) и на Театър „София“ (1969-1970).
Член е на Съюза на българските писатели. Преводач от румънски език. Умира на 19 март 1996 година в София.

## Творчество
Печата за първи път стихотворения във в. „Отечествен фронт“ през 1945 година. Автор е на
- поетичните книги: „Смяна“ (1948), „Първи сноп“ (1951), „Село Обнова“ (поема, 1953), „Нови стихотворения“ (1957), „Шепа пръст“ (1967), „Сбогуване с пролетта“ (1967), „С другари на път“ (1969), „Равносметка“ (1981), „Невроза“;
- прозаични произведения: „От много любов“ (драма, 1958), „Горчив залък“ (1960), „Завръщане на земята“ (драма, 1963), „Последният от отряда“ (драма, 1965), „За любовта“ (1966), „Момчетата станаха мъже“ (1966), „Наследството на бащите“ (драма, 1967), „Августовско безверие“ (1968), „Изстрел. Некролог“ (пиеси, 1968), „Свят широк“ (1968), „Благословен живот“ (1971), „Цената на доверието“ (драма, 1971), „Сватба“ (драма, 1973), „По-просто от истина“ (1973), „Шест делника и един празник“ (1974), „Осем новели за любовта“ (1976), „Имаше такава песен“ (1977), „Жестокост“ (1978), „Дом като другите“ (1980), „Сътворението на земята“ (1980), „Завръщане при началото“ и др.[1][2]